# Napad (Vombergar)
 Napad  je neobjavljena drama Jožeta Vombergarja iz leta 1949.

## Osebe
- Stotnik, domobranski poveljnik
- Nadporočnik, njegov namestnik
- Poročnik
- Narednik
- Stržen, Hribar, domobranca
- Igor, partizanski poveljnik, Stotnikov brat
- Vera, domobranska bolničarka
- Komisarka
- Letalec USA Army
- dekle, domobranski major, partizanski Poročnik
- domobranci, partizani

Godi se leta 1944 nekje v Sloveniji v času komunistične revolucije.

## Vsebina
1. dejanje: Domobranska enota pod poveljstvom Stotnika je obkoljena od partizanov, pripravlja se na boj. Stotnik doživlja notranjo dilemo: hotel je postati duhovnik, zdaj je vojak, pa se sprašuje, kaj Bog od njega v resnici hoče. Bolničarka Vera ga bodri; njegovo poslanstvo je: upreti se nasilju od spodaj zaradi zmage od zgoraj, v njem mora prevladati vojak, Bog je z njim. Stotnik Vero ljubi, a ona zavrne njegovo ljubezen, ker jo veže zakon z Igorjem, partizanskim poveljnikom; prav on poveljuje brigadi, ki je obkolila Stotnikovo moštvo. To zve Stotnik od ujetega partizana, ki zase trdi, da je bil nasilno mobiliziran, v resnici pa je poročnik iz Igorjevega štaba. Stotnika začne preganjati sum, da je Vera vohunka, poslana od rdečih. Sledi spletka z ameriškim padalcem, ki se predstavlja za člana anglo-ameriške misije, a je v resnici major partizanske vojske. Med domobranci je njegov zaupnik nadporočnik, ki padalcu izroči načrt postojanke in razmestitve orožja. V razgovoru s Stotnikom se padalec hinavsko ponudi, da bo po radiu poklical na pomoč zavezniška letala.
2. dejanje: Zarota se razrašča. Nadporočnik ujetega partizana-vohuna na videz obsodi, a ustreli stražarja stržena in vohuni omogoči pobeg, sum za to dejanje pa vrže na Vero. Pa tudi njega sumijo: zvesti Poročnik je bil zvedel, da je bil predpostavljeni ob italijanskem zlomu partizanski komisar. Toda Stotnik svojim ljudem zaupa, odkloni Poročnikov sum kot nemogoč. – Veri je Stržen pred smrtjo povedal, da ga je ustrelil Nadporočnik; s pomočjo Hribarja, ta je bil priča Strženove izpovedi, izdajalca razoroži in ga prisili, da napiše dovolilnico za prost prehod čez »rdeče« ozemlje. Vera z dovolilnico odhiti, Nadporočnik pa je smrtno zadet, ko se s Hribarjem ruvata za orožje. – Zavezniška letala so zbombardirala domobrance, partizani jih obkolijo, streliva zmanjkuje. Do Stotnika se prebije Poročnik z vestjo, da se je precej domobrancev rešilo iz obroča, s seboj privede tudi ranjeno dekle, ki jo je rešil iz rok partizanov. Dekle Stotniku pove, da jo je poslala Vera, ki je bila s Hribarjem odšla po pomoč, nazaj grede pa padla v partizansko zasedo in jo bodo v Igorjevem štabu ubili. Stotnika grize kes, ker je bil Vero po krivici sumil, iz bolečine nad smrtjo ljubljene se odloči za samožrtvovanje: moštvu ukaže, naj se iz pretrganega obroča umakne na varno, napadalce bo v postojanki zadrževal sam, dokler ne pride pomoč. Na skrivaj ostane z njim tudi dekle, ki občuduje Stotnika-junaka. – Partizani zahtevajo predajo Stotnika, sicer da bodo Vero ubili; Vera pa Stotniku pogumno zakliče, naj vzdrži, pomoč da je blizu. V napadu, ki sledi, partizani pred seboj potiskajo Vero s titovko na glavi in Stotnik jo ustreli, preden spozna, da je ona. Bolečina ga ojekleni, da postane res pravi junak, brez strahu dočaka napadalce. Izkaže se, da je Igor Stotnikov brat, z njim je Komisarka, ki takoj uprizori naglo sodišče in obtoži Stotnika za izdajo in kolaboracionizem. Stotnik gladko izpodbije vse točke obtožnice, pove, da je ponosen na svoja dejanja, ki so bila vseskozi obramba naroda pred boljševističnim nasiljem; domobranstvo je edina pot do narodove svobode in lepše bodočnosti. Obtoži zahodne »kremerje«, da podpirajo boljševike, in poveliča generale, ki jim je žrtev za narod sveta. – Stotnika obsodijo na smrt. Komisarka, ki si hoče Igorja povsem podrediti, zahteva, naj on izvrši sodbo nad bratom. Igor, ponižan, zlomljen in razočaran, vzame iz njenih rok revolver in se ustreli. – Vtem napad domobrancev. Komisarka v besu zabode Stotnika in s partizani pobegne, okrog umirajočega se zgrnejo njegovi zvesti, z njimi major bataljona, ki je bil prihitel na pomoč. Stotnik umre kot pravi vojak: »Izpolnil sem povelje … sovražnik beži … vzdržali smo … predajam poveljstvo.« Ob zori, ki naznanja zmago, domobranci izkazujejo junaku poslednjo čast.